# Parathelypteris indochinensis
Parathelypteris indochinensis là một loài thực vật có mạch trong họ Thelypteridaceae. Loài này được (H. Christ) Ching mô tả khoa học đầu tiên năm 1963.